# China CITIC Financial Asset Management
China CITIC Financial Asset Management (auch CITIC Financial AMC oder CCFAMC)(früher bekannt als  China Huarong Asset Management Corporation kurz: China Huarong) ist ein mehrheitlich staatlicher Vermögensverwalter in China mit Schwerpunkt auf der Verwaltung notleidender Kredite. Es war eines der vier Vermögensverwaltungsunternehmen, die die chinesische Regierung 1999 als Reaktion auf die Asienkrise von 1997 gründete.

## Geschichte
Am 11. November 1999 wurde China Huarong in Peking als China Huarong Asset Management Corporation (chinesisch: 中国华融资产管理公司) gegründet, als eine der vier vom Staatsrat der Volksrepublik China genehmigten Vermögensverwaltungsgesellschaften. Im Jahr 2000 begann China Huarong, einen notleidenden Kredit in Höhe von 407.696 Millionen RMB von der Industrial and Commercial Bank of China zu erwerben. Das Unternehmen wurde später im Jahr 2012 in eine Gesellschaft mit beschränkter Haftung umgewandelt: China Huarong Asset Management Co., Ltd. (Chinesisch: 中国华融资产管理股份有限公司).
Im August 2014 konnte China Huarong sieben strategische Investoren gewinnen, darunter Warburg Pincus, CITIC Securities International, Khazanah Nasional, China International Capital Corporation, COFCO Group, Fosun International und Goldman Sachs. Das Finanzministerium der Volksrepublik China blieb Mehrheitsaktionär und die China Life Insurance Group erhöhte ihren Anteil.
Im Oktober 2015 nahm China Huarong durch einen Börsengang 17,8 Milliarden HK-Dollar ein und bot 5,77 Milliarden neue Aktien an der Börse Hongkong an.

## Aktionärsstruktur
Zu den Hauptaktionären des Unternehmens zählen derzeit die CITIC Group Corporation, das Finanzministerium Chinas, China Insurance Rongxin Private Fund Co., Ltd. und die China Life Insurance (Group) Company.